# Midacritus kuscheli
Midacritus kuscheli is een vliegensoort uit de familie Mydidae. De wetenschappelijke naam van de soort is voor het eerst geldig gepubliceerd in 1951 door Séguy.
De soort komt voor in Chili.